# Geron pallipilosus
Geron pallipilosus är en tvåvingeart som beskrevs av Yang 1992. Geron pallipilosus ingår i släktet Geron och familjen svävflugor. Inga underarter finns listade i Catalogue of Life.